# Juan José Guereña
Juan José Guereña y Garayo (Durango, Nueva Vizcaya en Nueva España, (?) - Cádiz, España, 10 de octubre de 1813) fue un sacerdote católico y diputado en las Cortes de Cádiz.

## Biografía
Sus padres fueron Francisco Guereña Leiva y Juana Garayo Ruiz. Se ordenó sacerdote, fue canónigo doctoral en la Catedral de Puebla. Participó en la Junta de México durante la crisis política en México de 1808. Fue elegido diputado a las Cortes de Cádiz en representación de la provincia de Nueva Vizcaya. Su postura coincidió en algunos temas con los liberales y en otros con los absolutistas, se interesó en los temas eclesiásticos.
Participó en las comisiones de Justicia, Negocios Ultramarinos y Prebendas Eclesiásticas. Defendió el fuero eclesiástico y se pronunció a favor de la abolición de la Inquisición. Promovió la creación de una Casa de la Moneda en Durango, de más diputaciones provinciales y de escuelas gratuitas para la educación primaria de los indígenas. Se desempeñó como presidente de las Cortes durante un mes de julio a agosto de 1811. Fue firmante de la Constitución de 1812. Solicitó licencia para regresar a América el 27 de agosto de 1813, sin embargo enfermó durante la epidemia de fiebre amarilla en Cádiz, y murió a consecuencia el 10 de octubre en dicha ciudad.